# María Gutiérrez (escritora)
María Gutiérrez (El Rosario, Canarias, 1957). Narradora y poeta. Es autora de libros de cuentos, microrrelatos, poesía, haiku y novela, así como de una colección de álbumes ilustrados. Muchos de sus textos han sido traducidos a otros idiomas y algunos han aparecido en antologías y publicaciones colectivas, tanto líricas como narrativas, españolas y de otros países. Formada en haiku con Vicente Haya en Japón es, además, maestra de escritura creativa, compiladora, prologuista y correctora. Ha impartido múltiples talleres, en España y en el extranjero y ha participado como invitada en numerosos encuentros y congresos nacionales e internacionales. Ha sido merecedora de varios premios literarios.

## Biografía
María Gutiérrez, es diplomada en Magisterio por la Facultad de Educación de la Universidad de La Laguna y con estudios de Filología en la misma universidad, creció en una familia grande escuchando los cuentos que contaban sus padres, la música e historias tradicionales. Es narradora y poeta y escribe para todos los públicos. Feminista, lectora, viajera y gran amante de la cultura popular de su tierra.
Vive en un pueblo agrícola de Tenerife, su isla natal. Ha ejercido como maestra en varios centros educativos del archipiélago, así como en los programas de Educación Compensatoria, en La Gomera, y en el Programa Lectura y Biblioteca, del Gobierno de Canarias.
Ha sido monitora de Lucha Canaria y ha demostrado un fuerte compromiso con las personas más desfavorecidas, colaborando con asociaciones y colectivos por la justicia social y la igualdad.
Activista social y poética, organiza y coordina actos y actividades culturales y literarias; militó en el Colectivo Harimaguada de Educación Afectiva y Sexual durante casi cuatro décadas. Dirige el taller de alfabetización y cultura general Aprender no tiene Edad para mujeres adultas en su pueblo, coordina el taller de lectura de la Librería de mujeres de Canarias, pertenece a la Comisión de Juegos y Deportes Tradicionales del Gobierno de Canarias, y presidió la Comisión de Igualdad (2019-2021) de la Federación de Lucha Canaria. Ha sido merecedora de varios premios literarios y distinciones sociales.

## Obra
Es autora de:
-       La siesta del carnero, bajo el seudónimo de Ramona Gautier, Editorial Egales, 2024
-       Antología Literaria. Centro de la Cultura Popular Canaria, 2023
-       La flor del cactus (de autoría compartida con Ana Martín), Centro de la Cultura Popular Canaria, 2022
-       Alisios, Editorial BGR, ebook, plaqueta de haiku, 2021
-       Talía y su tía María vencen el acoso en la escuela, Bellaterra, 2018 
-       El sueño de Daniel, Bellaterra, 2018
-       Ein Zittern entwaffnet mich, Un estremecimiento me desarma, Claudia Gehrke, Berlín, 2016 
-       La mochila rosa, Bellaterra en 2015 
-       El rancho de Cris, Bellaterra, 2015 
-       Ellas tampoco saben por qué, 2013
-       Con los pies empapados, Idea,  2011   
-       Chilajitos, Cíclope Editores, 2008 
Maestra de escritura creativa y correctora, ha prologado diversas publicaciones poéticas y de cuentos, y ha compilado:
-       Microfantabulosas, Centro de la Cultura Popular Canaria, 2021
-       Perdone que no me calle, CCPC, 2017
Coordina con Antonio Arroyo Silva y José Pablo Quevedo la colección de poesía bilingüe español-alemán Plegar Orillas (CCPC).

## Premios literarios
-       Primer accésit del XIX Certamen de Relatos Breves Mujeres de Santa Cruz de Tenerife 2025
-       Accésit del VI Concurso Internacional de Haibun “Albacete, ciudad de la cuchillería”, 2023
-       Accésit del Premio de cuentos de Arona, 2021
-       Primer premio del I certamen de cuentos Sábor, 2015
-       Accésit del V Premio de poesía Antonia Pérez Alegre, Barcelona, 2010
-       Primer premio del concurso de coplas Los Corazones de Tejina, 2005
-       Primer premio del III Certamen de Relatos Breves «Mujeres», 2002
-       Primer premio del I Certamen de Cartas de Amor del Círculo de Amistad XII de enero, 2000
-       Segundo Premio del I Certamen de cuentos eróticos de Los Realejos